# Janusz Pawliszyn
Janusz Pawliszyn – polski chemik specjalizujący się w chromatografii. Profesor Uniwersytetu w Waterloo.
Studia rozpoczął w Polsce (Politechnika Gdańska), działalność naukową kontynuował w USA i Kanadzie. Znany ze stworzenia techniki mikroekstrakcji do fazy stałej - bezrozpuszczalnikowej techniki przygotowania próbek, która wykorzystuje powłokę na włóknie do selektywnej izolacji analitów z krwi, osocza, śliny czy moczu. Metoda ta jest uznawana za stosunkowo praktyczną, szybką i prostą w porównaniu do innych.
Laureat m.in. Nagrody Humboldta, Medalu im. Andrzeja Waksmundzkiego i Medalu Marii Skłodowskiej-Curie. Przewodniczący ds. badań przemysłowych w dziedzinie nowych metod i technologii chemii analitycznej Natural Sciences and Engineering Research Council. W 2013 roku został sklasyfikowany na 11. miejscu w rankingu najbardziej wpływowych naukowców zajmujących się chemią analityczną, a w 2019 roku na miejscu 9. Wielokrotnie wymieniany w rankingach kandydatów do Nagrody Nobla w dziedzinie chemii.